# Trophée Hydra
Le Trophée Hydra est décerné chaque année à l'équipe remportant le Championnat WFTDA (Association féminine de roller derby sur piste plate), qui a lieu chaque année en novembre.
Nommé en l'honneur de Hydra, une des membres fondatrices de la WFTDA et la première présidente de l'association, le trophée Hydra a été décerné la première fois en 2008, au Knockdown (série éliminatoire) du Nord-Ouest à Portland dans l'Oregon

## Histoire

### Promotion
Pour une plus grande reconnaissance du roller derby, le projet du trophée Hydra est d’en faire un statut d’icône pour le roller derby, au même titre que la Coupe Stanley (LNH), ou le trophée Larry O'Brien (NBA).

### Les origines
Jennifer Wilson, connu sous le pseudonyme « Hydra », est une patineuse de roller derby qui a joué un rôle de premier plan pour le développement de ce sport. En 2001 elle rejoint le Bad Girl Good Woman (BGGW) à l’époque où la ligue a été fondée. Elle a travaillé comme hydrologue et a choisi son « nom de derby » à la fois pour cela et pour le monstre mythologique ; la fameuse Hydre de Lerne tuée par Hercule. Elle a joué un rôle de premier plan dans l’équipe, en utilisant son expérience en tant que joueuse de haut niveau de handball américain,. Par la suite, Hydra rejoint les « Texas Rollergirls ». C’est à Phoenix en Arizona que les Texas Rollergirls gagnent le premier match inter-ligue de roller derby sur piste plate face à l’« Arizona Roller Derby » en 2003.
Hydra est la créatrice du « Master Roster » ; un registre des surnoms de derby, dont elle assure le suivi jusqu'en 2005 avant de passer la main.
Hydra est l’une des membres fondatrices de la « United Leagues Coalition » (ULC), et en 2004 il était déjà envisager que l’ULC devienne un organisme national de gouvernance. L’ULC est devenu plus tard la Women’s Flat Track Derby Association (WFTDA), et Hydra en fut la première présidente. Lors du championnat WFTDA de 2006, Hydra a été capitaine de l’équipe des Texas Rollergirls qui a remporté le titre cette année-là.
Hydra démissionne de son poste de président de la WFTDA en 2007, mais siège à son conseil d’administration jusqu’à la fin de 2009. En 2010, elle jouait encore au roller derby, pour le « Rec-n-Roller Derby » des Texas Rollergirls.
C’est à partir de 2008 que le trophée du championnat WFTDA est nommé le Trophée Hydra en son honneur.

## Gagnants
L’équipe gagnante du championnat national de la WFTDA reçoit le trophée Hydra. Les Gotham Girls Roller Derby ont été le premier lauréat du trophée.
| Année | Ligue                         | Ville                 |
| ----- | ----------------------------- | --------------------- |
| 2008  | Gotham Girls Roller Derby     | New York (New York)   |
| 2009  | Oly Rollers                   | Olympia (Washington)  |
| 2010  | Rocky Mountain Rollergirls    | Denver (Colorado)     |
| 2011  | Gotham Girls Roller Derby     | New York (New York)   |
| 2012  | Gotham Girls Roller Derby     | New York (New York)   |
| 2013  | Gotham Girls Roller Derby     | New York (New York)   |
| 2014  | Gotham Girls Roller Derby     | New York (New York)   |
| 2015  | Rose City Rollers             | Portland (Oregon)     |
| 2016  | Rose City Rollers             | Portland (Oregon)     |
| 2017  | Victorian Roller Derby League | Melbourne (Australie) |
| 2018  | Rose City Rollers             | Portland (Oregon)     |